# Morocco Tennis Tour Marrakech 2011
Il Morocco Tennis Tour Marrakech 2011 è stato un torneo professionistico di tennis maschile giocato sulla terra rossa. È stata la 4ª edizione del torneo, che fa parte dell'ATP Challenger Tour nell'ambito dell'ATP Challenger Tour 2011. Si è giocato a Marrakech in Marocco dal 21 al 27 marzo 2011.

## Partecipanti

### Teste di serie
| Nazionalità | Giocatore            | Ranking* | Testa di serie |
| ----------- | -------------------- | -------- | -------------- |
| Portogallo  | Rui Machado          | 94       | 1              |
| Rep. Ceca   | Jan Hájek            | 98       | 2              |
| Spagna      | Albert Ramos Viñolas | 110      | 3              |
| Rep. Ceca   | Jaroslav Pospíšil    | 111      | 4              |
| Paesi Bassi | Jesse Huta Galung    | 113      | 5              |
| Kazakistan  | Jurij Ščukin         | 125      | 6              |
| Argentina   | Federico Delbonis    | 140      | 7              |
| Francia     | Vincent Millot       | 151      | 8              |

- Ranking al 7 marzo 2011.

### Altri partecipanti
Giocatori che hanno ricevuto una wild card:
- Anas Fattar
- Hicham Khaddari
- Talal Ouahabi
- Mohamed Safwat

Giocatori che sono passati dalle qualificazioni:
- Nicolas Devilder
- Malek Jaziri
- Christian Lindell
- Lamine Ouahab

## Campioni

### Singolare
Rui Machado ha battuto in finale  Maxime Teixeira con il punteggio di 6–3, 6(7)–7, 6–4

### Doppio
Peter Luczak /  Alessandro Motti hanno battuto in finale  James Cerretani /  Adil Shamasdin con il punteggio di 7–6(5), 7–6(3)